# D'Wäschfra
d'Wäschfra és una revista satírica luxemburguesa. Nascuda el 5 de febrer de 2010, fa mofa de personatges públics del país, com polítics o celebritats. Pren el nom d'una altra revista satírica luxemburguesa de finals del segle xix.